# Johann Weirether
Johann Weirether, auch Hans Weirether, (* 6. April 1876 in Stuttgart; † 2. August 1945 in Rottach-Egern) war ein deutscher Architekt.

## Leben
Weirether studierte an der Technischen Hochschule Stuttgart. Ab 1908 arbeitete er selbstständig in Sozietät mit Hugo Schlösser in Stuttgart. Gemeinsam realisierten sie einige Villen-Projekte in Stuttgart. In die umfangreiche Schaffenszeit der beiden fiel zwischen 1910 und 1913 der Bau der Villa Reitzenstein in Stuttgart, heute Amtssitz des Staatsministeriums Baden-Württemberg und des jeweiligen Ministerpräsidenten. Daneben erbauten sie für Max Levi, den Miteigentümer der überregional bekannten Schuhfabrik Salamander (Kornwestheim), die Villa Levi, ein Wohnhaus im Stuttgarter Norden.
An der Gerokstraße im Stadtteil Gänsheide steht die Villa Weirether.

## Bauten und Entwürfe (Auswahl)
- 1910–1913: Villa Reitzenstein in Stuttgart (mit Hugo Schlösser)
- 1921: Villa Levi in Stuttgart (mit Hugo Schlösser)
- 1922: Villa Hasenkamp in Stuttgart, heute Logenhaus der Freimaurerloge „Zu den 3 Cedern“ (mit Hugo Schlösser; unter Denkmalschutz[4])
- vor 1929: Haus Schlösser in Stuttgart (mit Hugo Schlösser)[5]
- vor 1929: Haus für Robert Kröner in Stuttgart (mit Hugo Schlösser)[5]